# Ivan Ivanov-Vano
Ivan Ivanov-Vano (russisk: Ива́н Петро́вич Ивано́в-Вано́) (født 8. februar 1900 i Moskva i det Russiske Kejserrige, død 25. marts 1987 i Moskva i Sovjetunionen) var en sovjetisk filminstruktør og manuskriptforfatter.

## Filmografi
- Konjok-Gorbunok (1947)
- Dvenadtsat mesjatsev (Двенадцать месяцев, 1956)
- Prikljutjenija Buratino (Приключе́ния Бурати́но, da.: Buratinos eventyr, 1959)[1][2]
- Levsja (Левша́, 1964)
- Eventyret om Tsar Saltan (Ска́зка о царе́ Салта́не, 1984)